# Five Nights in a Judo Arena
Five Nights in a Judo Arena è un bootleg dei The Beatles registrato durante il live al Budokan Hall di Tokyo, il 30 giugno 1966.

## Tracce
1. Introduzione - 1:13
2. Rock and Roll Music - 1:40
3. She's a Woman - 3:07
4. If I Needed Someone - 3:03
5. Day Tripper - 3:29
6. Baby's in Black - 2:35
7. I Feel Fine - 2:37
8. Yesterday - 2:27
9. I Wanna Be Your Man - 2:33
10. Nowhere Man - 2:38
11. Paperback Writer - 2:42
12. I'm Down - 3:12
13. Intervista - 2:40 [1]

## Formazione
- John Lennon - voce a Rock and Roll Music, Day Tripper, Baby's in Black, I Feel Fine e Nowhere Man, tastiera a I'm Down, chitarra solista a Day Tripper, cori, chitarra ritmica
- Paul McCartney: voce a She's a Woman, Day Tripper, Baby's in Black, Yesterday, Paperback Writer e I'm Down, cori, basso elettrico
- George Harrison: voce a If I Needed Someone, cori, chitarra ritmica a Day Tripper, chitarra solista
- Ringo Starr: voce a I Wanna Be Your Man, batteria